# Keir Hardie

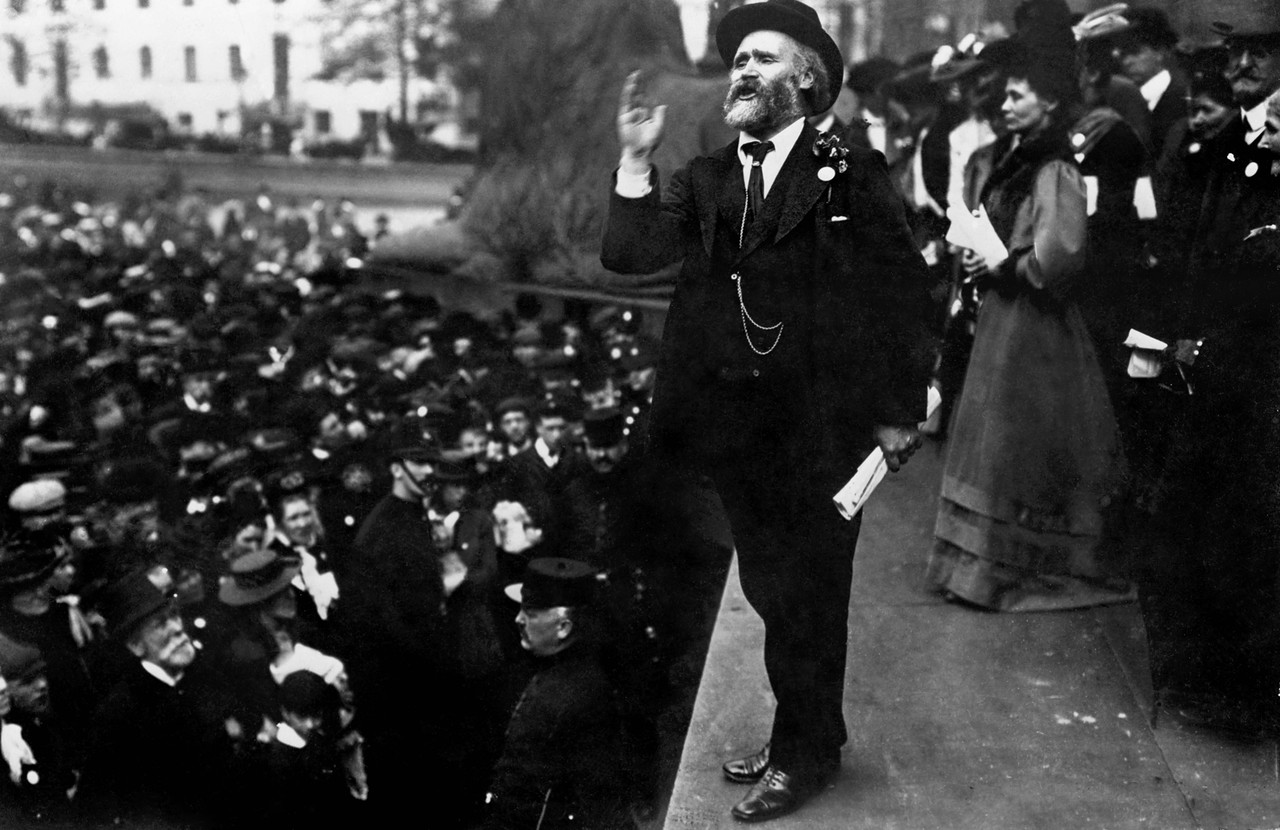
Keir Hardie håller tal vid Trafalgar Square i London, 1908.

James Keir Hardie, född 15 augusti 1856 i Newhouse nära Motherwell, North Lanarkshire, död 26 september 1915 i Glasgow, var en brittisk (skotsk) politiker. Hardie var den första partiledaren för Labour Party och partiets första representant i parlamentet.

## Biografi
Keir Hardie kom från en fattig familj och hans mor var ogift när han föddes. Han började arbeta redan som åttaåring, först på ett bageri. Han arbetade då som springpojke, men fick sparken för att han kommit sent till jobbet efter att han sett efter sin döende bror. Han började arbeta i gruva som elvaåring. År 1880 ledde han gruvarbetarna i Lanarkshires första strejk och blev efter det svartlistad av gruvägarna.
Keir Hardie blev då istället journalist i Ayrshire, Skottland. Där blev han även ordförande för gruvarbetarnas fackförening 1886. Senare blev han också ordförande för gruvarbetarna i hela Skottland.
Keir Hardie var ursprungligen ateist, men konverterade till kristendomen och verkade också som lekmannapredikant. Hans kristna tro blev viktig för hans politiska verksamhet och han räknas till de kristna socialisterna.
Ursprungligen stödde han liberalerna, men han blev besviken på deras ekonomiska politik under William Gladstone och blev istället socialist. Han var kandidat i valkretsen Mid Lanark, Lanarkshire, Skottland 1888, där han kom sist. När det Skotska labourpartiet bildades 25 augusti 1888 blev han dess första sekreterare. Partiets president var Cunninghame Graham, Storbritanniens första socialistledamot, som var en stark stödjare av skotsk självständighet och senare hjälpte grunda det Skotska nationalpartiet. I början stödde Hardie också skotsk självständighet.
I parlamentsvalet 1892 valde liberalerna att inte ställa upp med en kandidat i West Ham, en London-valkrets med stor andel arbetarklass, och Keir Hardie erbjöds att kandidera. Han ställde upp och vann med 5 268 röster mot 4 036 för Conservatives kandidat.
Han var med om att bilda Independent Labour Party 1893 och kom efter att ha förlorat sin parlamentsplats 1895 att arbeta med att bygga upp partiet. Efter valet 1900 kom han åter in i parlamentet, denna gång för valkretsen Merthyr Tydfil i Wales; han kom att behålla mandatet livet ut. Samma år bildades Labour Representation Committee, en föregångare till det moderna Labourpartiet, som grundades sex år senare. Keir Hardie blev Labours första partiledare, en post han behöll i två år, innan han 1908 avgick och ersattes av Arthur Henderson. Under resterande delen av sitt liv kämpade han för kvinnlig rösträtt, självstyre åt Indien, slut på rassegregationen i Sydafrika och för en internationell generalstrejk för att stoppa första världskriget.